# Макарора
Макарора  (англ. Makarora River) — річка на Південному острові Нової Зеландії, тече по території Отаго. Впадає у північну частину озера Ванака.
Витоки річки перебувають у льодовику Брустер у Південних Альпах. Генеральним направленням течії є південний захід. У верхній половині тече по території північно-східної частини національного парку Маунт-Аспайрінг. Впадає у північну частину озера Ванака на висоті 282 м над рівнем моря. Найбільші притоки: Вілкін, Янг-Рівер, Блю-Ривер, Фіш.
Уздовж середньої і нижньої течії річки проходить один із загальнонаціональних автошляхів Нової Зеландії — державне шосе .